# パープル・シャドウズ
パープル・シャドウズ（Purple Shadows）は、1968年結成のグループ・サウンズのバンドである。

## メンバー

### GS時代
- 今井久（1947年2月22日 - 、ギター）
- 綿引則史（1945年 - 2024年7月、ギター）
- 川合良和（ベース）
- 大場吉雄（1946年-2013年5月22日死去、ドラムス）もとザ・サベージ、郷田哲也とサン・フラワーズ、その後2006年からセミプロバンド「塚原光男＆ザ・ムーンサルト」
- 岡村右（オルガン）【1969年 - 】
- 鈴木正人（ギター）【1975年 - 1978年】
- 木幡ユキ（ボーカル）【1986年 - 1991年】

### 2008年12月時点
- 今井久（ボーカル、ギター）
- 赤井美紀恵マリリン”（ボーカル）【1991年 - 】
- 伊藤康夫（ドラムス）【1976年 - 】
- 門脇優“npeかどわき”（ベース）【1990年 - 】

## 概要
1968年の結成当時、グループ・サウンズ人気は既に下降線をたどり始めていたが、他のグループ・サウンズとは異なるムード歌謡的な曲調の「小さなスナック」の大ヒットを飛ばす。だがその後はヒット曲に恵まれなかった。その後メンバーの脱退・加入を繰り返し、1980年代には「今井久&パープル・シャドウズ」名義で活動した。
ハワイアン的なムード歌謡風の曲調が特徴。今井のギターをフィーチャーしたインスト・アルバムも発売された。
岡村はその後RVC→BMGビクターでプロデューサー・ディレクターとして活動し、レイジー・西城秀樹・角松敏生などを担当した。
それから10年後の1979年、ロス・インディオス&シルヴィアがカバー・シングルとして発売、翌1980年に掛けて大ヒットとなった「別れても好きな人」は、パープル・シャドウズが本家であった。元はシャッフルのリズムだったが、ロス・インディオス&シルヴィアのカバー・バージョンは、一部歌詞の地名を変更（青山→原宿、狸穴→高輪など）して落ち着いたムード歌謡曲調にアレンジし直されている。
2007年2月17日、2008年2月22日、2009年2月27日、（BS2）グループサウンズ大全集 綿引則史&今井久、2012年1月24日、NHK歌謡コンサート（NHK総合）に出演し、「小さなスナック」を披露。

## ディスコグラフィ

### シングル
| 発売日                 | 面                     | タイトル               | 作詞                   | 作曲                   | 編曲                   | 規格                   | 規格品番               |
| フィリップス・レコード | フィリップス・レコード | フィリップス・レコード | フィリップス・レコード | フィリップス・レコード | フィリップス・レコード | フィリップス・レコード | フィリップス・レコード |
| ---------------------- | ---------------------- | ---------------------- | ---------------------- | ---------------------- | ---------------------- | ---------------------- | ---------------------- |
| 1968年3月25日          | A                      | 小さなスナック         | 牧ミエコ               | 今井久                 | 林一                   | EP                     | FS-1042                |
| 1968年3月25日          | B                      | パープル・スカイ       | 牧ミエコ               | 今井久                 | 林一                   | EP                     | FS-1042                |
| 1968年8月25日          | A                      | ラブ･サイン            | 牧ミエコ               | 今井久                 | 今井久 林一            | EP                     | FS-1052                |
| 1968年8月25日          | B                      | 雨の星                 | 牧ミエコ               | 今井久                 | 林一                   | EP                     | FS-1052                |
| 1968年11月25日         | A                      | さみしがりや           | なかにし礼             | 今井久                 | 今井久 林一            | EP                     | FS-1064                |
| 1968年11月25日         | B                      | 瞳の世界               | 浜口庫之助             | 浜口庫之助             | 今井久 林一            | EP                     | FS-1064                |
| 1969年4月25日          | A                      | 土曜日の午後           | 牧ミエコ               | 今井久                 | 今井久                 | EP                     | FS-1070                |
| 1969年4月25日          | B                      | 待ってしまうの         | 牧ミエコ               | 今井久                 | 川口真                 | EP                     | FS-1070                |
| 1969年11月5日          | A                      | 別れても好きな人       | 佐々木勉               | 佐々木勉               | 渋谷毅                 | EP                     | FS-1100                |
| 1969年11月5日          | B                      | 帰らぬ恋人             | 綿引則史               | 綿引則史               | 今井久                 | EP                     | FS-1100                |
| キャニオン・レコード   |                        |                        |                        |                        |                        |                        |                        |
| 1971年4月              | A                      | さよならはこわくない   | 黒崎わたる             | 今井久                 | 土持城夫               | EP                     | CA-45                  |
| 1971年4月              | B                      | 天使のいたずら         | 早坂真紀               | 今井久                 | 土持城夫               | EP                     | CA-45                  |

#### 今井久 と パープルシャドウズ名義
| 発売日                   | 面                       | タイトル                 | 作詞                     | 作曲                     | 編曲                     | 規格                     | 規格品番                 |
| ディスコメイト・レコード | ディスコメイト・レコード | ディスコメイト・レコード | ディスコメイト・レコード | ディスコメイト・レコード | ディスコメイト・レコード | ディスコメイト・レコード | ディスコメイト・レコード |
| ------------------------ | ------------------------ | ------------------------ | ------------------------ | ------------------------ | ------------------------ | ------------------------ | ------------------------ |
| 1981年9月                | A                        | ジョージタウン・ララバイ | 竹中やすを               | 今井久                   | 今井久 杉山トム          | EP                       | DSF-218                  |
| 1981年9月                | B                        | おもいでの夏             | 竹中やすを               | 今井久                   | 今井久 杉山トム          | EP                       | DSF-218                  |
| 1982年                   | A                        | めぐり・愛               | 杉浦遥                   | 今井久                   | 竜崎孝路                 | EP                       | DSK-209                  |
| 1982年                   | B                        | 都会はセンチメンタル     | 竹中やすを               | 今井久                   | 竜崎孝路                 | EP                       | DSK-209                  |

### アルバム
| 発売日         | タイトル                                                                                | レーベル                   | 規格 | 規格品番  |
| -------------- | --------------------------------------------------------------------------------------- | -------------------------- | ---- | --------- |
| 1969年1月      | 小さなスナック／パープル・シャドゥズ・アルバム                                          | フィリップス・レコード     | LP   | FS-8029   |
| 1969年11月25日 | まごころ／ロマンチック・ギター・サウンド                                                | フィリップス・レコード     | LP   | FS-8062   |
| 1971年8月25日  | キャニオン・ポップ・サウンズ – 全国深夜放送ベスト14 Discover All Night                  | キャニオンレコード         | LP   | C-1030    |
| 1981年         | パーブルシャドウズ・ファースト                                                          | ディスコメイトレコード     | LP   | DSF-8009  |
| 2015年5月6日   | パーブルシャドウズ・ファースト                                                          | SOLID                      | CD   | CDSOL1652 |
| 2020年7月8日   | パーブルシャドウズ・ファースト                                                          | SOLID                      | CD   | UVPR30037 |
|                | ベストコレクシヨン                                                                      | フィリップス・レコード     | LP   | FS-6003   |
|                | クール・ゾーンへの誘い                                                                  | 東芝                       | LP   | TP7326    |
| 1989年5月25日  | パープル・シャドウズ 物語                                                               | フィリップス・レコード     | CD   | PLD8009   |
| 1993年8月25日  | ニュー・ベスト                                                                          | フィリップス・レコード     | CD   | PHCL2032  |
| 1999年2月24日  | アルバム&モア                                                                           | テイチクエンタテインメント | CD   | TECN20489 |
| 2000年8月23日  | パープル・シャドウズ・コンプリート・シングルズ プラス・ロマンティック・ギター・サウンド | テイチクエンタテインメント | CD   | TECN25649 |
| 2007年10月24日 | スーパー・ベスト                                                                        | テイチクエンタテインメント | CD   | TECH15175 |
| 2015年1月28日  | スーパーベスト                                                                          | テイチクエンタテインメント | CD   | CCCR10138 |

## 出演

### 映画
- 『小さなスナック』（1968年、松竹）

### CM
- 三菱電機 温風暖房機 クリーンヒーター（綿引則史の単独出演・「元パープルシャドウズ」のクレジットあり・1984年）